# José Mauro Lacava
José Mauro Lacava (São Bernardo do Campo, 10 de maio de 1919 — , 27 de julho de 1983) foi um político brasileiro.
José Mauro Lacava era filho de Luiz Lacava e Maria Coradi, e nasceu em Pilar, um bairro de São Bernardo do Campo. que futuramente se tornaria o município de Mauá. José Lacava trabalhou na Atlântis do Brasil e na Porcelana Real antes de entrar na política.

## Prefeito de Mauá
José Mauro Lacava concorreu a vereador na primeira eleição do novo município de Mauá, ainda em 1954, cumprindo mandato pelo Partido Social Progressista (PSP) de 1955 a 1959. Lacava foi presidente da Câmara de Vereadores entre 1956 e 1957. Em 1958 Lacava foi reeleito para novo mandato de vereador, cumprindo de 1959 a 1962.
Em 1962, José Lacava saiu do PSP e foi pro Partido Democrata Cristão (PDC). Concorreu à vice-prefeito na chapa em que Ennio Brancalion concorreu a prefeito. Na época, os cargos de prefeito e vice concorriam independentemente e tinham ambos que ser eleitos pelo voto direto. Ennio perdeu a eleição, mas José Mauro Lacava foi eleito vice-prefeito de Mauá. O prefeito eleito, Edgard Grecco era do Partido Trabalhista Brasileiro (PTB), um partido de oposição ao dele. Partidários de Lacava eram maioria na Câmara e, essa situação de diferenças políticas entre prefeito e vice, acabaram sendo decisivos no destino do governo seguinte. Edgard acabou acusado de irregularidades em seu governo, sendo julgado pela Câmara, onde tinha minoria, com José Lacava apoiando o movimento contra Edgard. Por fim, em 17 de dezembro de 1965, a Câmara Municipal aprovou o impeachment do prefeito eleito.
José Mauro Lacava foi empossado prefeito pela Câmara em 17 de dezembro de 1965, cumprindo o período restante do mandato até 31 de dezembro de 1966.
Em 1969, já no Movimento Democrático Brasileiro (MDB), José Mauro Lacava concorreu pela primeira vez ao cargo de prefeito, mas acabou derrotado por Américo Perrella, da Aliança Renovadora Nacional (ARENA). Após a derrota, abandonou a política, voltando a trabalhar na Porcelana Real, como vendedor externo.